# Caloptilia chrysoplaca
Caloptilia chrysoplaca är en fjärilsart som beskrevs av Lajos Vári 1961. Caloptilia chrysoplaca ingår i släktet Caloptilia och familjen styltmalar. Inga underarter finns listade i Catalogue of Life.